# Albert Hugo Schuster
Albert Hugo Schuster (* 13. Februar 1912 in Plauen; † 31. Mai 1973 in Leipzig) war ein deutscher Polizist und SS-Obersturmführer, der im Zweiten Weltkrieg für Kriegsverbrechen im deutsch besetzten Polen verantwortlich war. Wegen des brutalen Vorgehens seiner Einheit nannte man ihn den „Schlächter von Łysogóry“. Nach dem Krieg ließ er sich in der DDR nieder und war Spitzel für das Ministerium für Staatssicherheit und den sowjetischen Geheimdienst. Nachdem polnische Ermittler 1967 erneut nach NS-Kriegsverbrechern suchten, wurde er verhaftet und von der DDR-Justiz für seine Verbrechen vor Gericht gestellt. Er wurde für schuldig befunden, zum Tode verurteilt und 1973 hingerichtet.

## Jugend und Ausbildung
Von 1926 bis 1928 absolvierte Schuster eine Lehrausbildung als Maurer und Zimmermann und war Mitglied der Sozialistischen Arbeiter-Jugend (SAJ). 1931 musste er die Staatsbauschule in Plauen, an der er die Baumeisterprüfung ablegen wollte, verlassen, da sein Vater ihn nicht weiter finanziell unterstützen konnte und wurde arbeitslos. Am 1. Oktober 1931 wurde er als Anwärter in den Polizeidienst übernommen, erhielt bis Januar 1933 eine Ausbildung an der Polizeischule in Meißen und bis August 1934 an der Gendarmerieschule in Riesa. Am 1. Mai 1933 trat Schuster mit der Mitgliedsnummer 2.426.705 in die NSDAP ein, wurde im Oktober 1933 zum Wachtmeister der Gendarmerie ernannt und im Oktober 1937 zum Oberwachtmeister befördert. Nach einem sechsmonatigen Offizierslehrgang in Berlin-Köpenick wurde er zum Leutnant der Schutzpolizei und zum SS-Untersturmführer befördert.

## SS-Laufbahn und Kriegsverbrechen
Nach Beendigung des Offizierslehrganges war Schuster bis Oktober 1940 bei einer motorisierten Verkehrsabteilung in Berlin-Buch und vom Oktober 1940 bis März 1941 Adjutant des Polizeipräsidenten in Plauen. Bis Oktober 1941 war er Lehrer für Zivilrecht an der Gendarmerieschule Suhl. Mitte September 1941 wurde Schuster vor dem SS- und Polizeigericht Düsseldorf wegen Beleidigung des Kommandeurs der Gendarmerieschule zu einer unbefristeten Freiheitsstrafe verurteilt, die er vom Januar bis März 1942 in einem Gebäude des Kommandanturbereiches des KZ Buchenwald verbüßte, ohne Kontakte zu den Inhaftierten des KZ zu haben.
Vor Antritt seiner Haftstrafe war Schuster Zugführer des Gendarmeriezuges (mot) 7 an der Gendarmerieschule Fraustadt. Die Angehörigen dieses Zuges bildete er in Maßnahmen gegen die sogenannte „Bandenbekämpfung“ und die Vernichtung von als „Banditen und Banditenhelfer“ bezeichneten Partisanen in den besetzten „Ostgebieten“ aus.
Nach Verbüßung seiner Haft wurde Schuster 1942 auf Befehl des „Reichsführers SS“ zur Gendarmerieschule Fraustadt zurückbeordert und begann mit der Bildung des Gendarmeriebataillons (mot) 1, dem er bis Mitte April 1943 angehörte und mit dem er in vielen polnischen Ortschaften Kriegsverbrechen beging. Im Januar 1943 wurde Schuster mit dem „Kriegsverdienstkreuz“ ausgezeichnet und im November 1943 zum Oberleutnant der Gendarmerie und zum SS-Obersturmführer ernannt. Im Februar 1944 erhielt er das „Eiserne Kreuz“ und wurde am 26. Juni 1944 zur Verleihung des „Kriegsverdienstkreuzes I. Klasse mit Schwertern“ vorgeschlagen. In der Begründung heißt es:

„In der Zeit des Einsatzes im hiesigen Distrikt (Radom) wurden von der Einheit des Schuster über 400 Banditen in Gefecht erschossen, davon ein nicht geringer Teil von Schuster persönlich. Darüber hinaus konnten über 90 Banditen und über 30 Banditenhelfer festgenommen werden. Durch hervorragenden Angriffsgeist und besondere Tapferkeit hat er stets den Erfolg seiner Unternehmen entscheidend beeinflusst. Sein Zug wurde ein von den Banden allgemein gefürchteter Gegner. Schuster ist ein furchtloser und schneidiger Offizier, der auf die ihm unterstellten Männer beispielhaft wirkt. Er setzte seine Person bei allen Unternehmen rücksichtslos ein, immer nur mit dem Gedanken, den Feind zu vernichten.“

Als Befehlshaber des motorisierten Gendarmeriezug (mot) 62 war er im Dezember 1941 in Baranowitschy in Weißrussland und anschließend in mehreren polnischen Gebieten stationiert: Juni und Juli 1942 in Warschau-Praga, Juli und August 1942 in Lublin, August 1942 in Krasnystaw, ab August bis Mitte Oktober 1942 in Kraśnik-Wysokie, ab Oktober 1942 bis Anfang Januar 1943 in Osiek, ab Januar bis März 1943 in Radom, März 1943 in Swietla-Katharczyna, April und Mai 1943 in Nowa Słupia, Mai bis Anfang Juli 1943 in Swietla-Katharczyna, Juli 1943 in Radom, ab Mitte Juli bis Mitte August 1943 in Opatów, August 1943 in Radom, September 1943 in Opoczno, Oktober und November 1943 in Białobrzegi, Ende November 1943 in Opoczno.
Zwischen März und Juli 1943 ermordeten Schuster und seine Einheit über 400 Menschen. Gefangene sowie Männer, Frauen und Kinder, die zufällig bei einer Patrouille entdeckt wurden, wurden im Schnellverfahren exekutiert. Dorfbewohner wurden als Vergeltung für einen Partisanenangriff in der Nähe ermordet. Zivilisten wurden als Geiseln für unauffindbare Familienangehörige verhaftet und später erschossen. Bei der so genannten „Dorfüberholung“ von Ortschaften ließ Schuster die Bevölkerung zusammentreiben und seine Männer eine Namensliste verlesen; die Genannten wurden dann ermordet. Manchmal wurden auch wahllos Menschen erschossen. Die Opfer wurden gezwungen, ihre eigenen Gräber zu schaufeln. Nach Ende der Massaker wurde meist eine sogenannte „Abschlussansprache“ gehalten, bei der den Dorfbewohnern befohlen wurde, sich beim Leutnant für die Befreiung von den „Banditen“ zu bedanken. Schuster rechtfertigte sein Vorgehen mit der Notwendigkeit, Waldbanden zu bekämpfen. Im Januar 1944 unternahm Schuster in der Gegend von Opoczno eine „Todesrallye“. Er und seine Männer fuhren von Dorf zu Dorf und entführten, raubten, folterten und töteten Menschen. In der Nähe des Dorfes Ojrzeń geriet er in einen Hinterhalt einer von Witold Kucharski angeführten Einheit der Polnischen Heimatarmee, wobei 12 seiner Männern getötet wurden und Schuster selbst ein Auge verlor. Fünfzehn Einwohner wurden bei der Vergeltungsaktion getötet. Januar bis Mai 1944 verbrachte er in den Lazaretten Petrikau und Radom und hielt sich vom Oktober 1944 bis Januar 1945 in Opoczno auf.

## Nachkriegszeit in der DDR, Prozess und Verurteilung
Unmittelbar nach Kriegsende wurde Schuster von der sowjetischen Militärkommandantur Schwarzenberg zur Überprüfung möglicher Kriegsverbrechen festgenommen, aber mangels Beweisen wieder entlassen. Im September 1945 stellte ihn der sowjetische Geheimdienst unter dem Decknamen „Siegfried“ als Informant an. In dessen Auftrag besuchte er mehrfach seine in Westdeutschland lebende Schwester und lieferte Berichte über sie ab. Auftragsgemäß nahm er auch Kontakt zum militärischen Abwehrdienst der USA (CIC) auf und ging zum Schein auf Anwerbungsversuche ein.
An seinem Wohnort Raschau war er Gemeindevertreter und Vorsitzender der Wohnungskommission und arbeitete als Hilfsarbeiter bei der Deutschen Reichsbahn und als Kraftfahrer bei der Sowjetischen Militäradministration in Deutschland (SMA) in Schwarzenberg. Nach seinem Entnazifizierungsverfahren 1948, bei dem er nichts von seinen Kriegsverbrechen erwähnte, arbeitete er ab dem 13. Februar 1948 als Waldarbeiter im Staatlichen Forstwirtschaftsbetrieb Aue. Ab September 1948 bis zum 31. Dezember 1969 war Schuster bei der SDAG Wismut beschäftigt, anfangs als Messtruppführer in der Markscheiderei und zuletzt als Beauftragter für das Vermessungs- und Vertragswesen. Bis zu seiner Inhaftierung 1970 war er Leiter des VEB Kommunale Wohnungsverwaltung Raschau und gehörte dem FDGB und der DSF an.
1951 wurde er vom Ministerium für Staatssicherheit (Stasi) von der Außendienststelle Johanngeorgenstadt der Objektverwaltung Wismut unter dem Decknamen „Wagner“ angeworben. Er lieferte vor allem Berichte über Schachtarbeiter ab, sollte aber auch seine Schwester anwerben. Auf Anordnung der Stasi trat er 1953 in die Ost-CDU ein und besuchte als Spitzel Veranstaltungen der Zeugen Jehovas. Für seine Spitzeltätigkeit erhielt Schuster wiederholt finanzielle Entlohnungen und wurde 1964 mit der Medaille für treue Dienste in der Nationalen Volksarmee ausgezeichnet.
1967 bis 1968 führte eine polnische Kriegsverbrecherkommission unter der Leitung von Andrzej Jankowski eine Untersuchung gegen Schuster durch. Die polnischen Beamten schickten einen Brief über die Untersuchungsergebnisse nach Warschau und von dort nach Ludwigsburg zur Zentralen Stelle der Landesjustizverwaltungen zur Aufklärung nationalsozialistischer Verbrechen. 1969 informierte Jankowski DDR-Beamte über Schusters Vergangenheit, woraufhin die Stasi den Kontakt zu ihm abbrach. Am 5. Dezember 1970 wurde Schuster verhaftet und angeklagt, „sich dem System der faschistischen Massenvernichtung angeschlossen und Kriegsverbrechen und Verbrechen gegen die Menschlichkeit begangen zu haben“ und 1973 in Karl-Marx-Stadt vor Gericht gestellt. Jankowski durfte an Schusters Vernehmung teilnehmen und unterstützte polnische Zeugen bei der Vernehmung durch die Staatsanwaltschaft. Schuster versuchte, die Schuld für die Erschießungen auf die Gestapo zu schieben.
Während des Prozesses sagte der Zeuge Wacław Dziuba, er sei durch einen unerwarteten Akt der Barmherzigkeit von einem von Schusters Männern gerettet worden. Dziuba hatte das erste Massaker überlebt, als die Kugel nur seinen Hals streifte. Einer von Schusters Männern bemerkte, dass er noch lebte, aber anstatt ihn zu töten, flüsterte er ihm zu: „Bleib ruhig liegen, alle sind tot.“ Daraufhin stand Schuster plötzlich auf und schrie: „Der Zeuge lügt, das ist unmöglich. Meine Gendarmen waren so diszipliniert, dass sich niemand erlauben würde, so illoyal zu sein. Das ist Verleumdung. Das kann nicht wahr sein, denn meine Soldaten haben ihre Befehle genau befolgt und diese Waldbanditen getötet.“ Der vorsitzende Richter erwähnte daraufhin den Namen eines von Schusters Opfern, der zweijährigen Wanda Piwowarczyk, die Schuster selbst ermordet hatte, als sie weinte und ihre Mutter umarmte. Schuster wartete, bis sich die Mutter vom Schock der Ermordung ihrer Tochter erholt hatte, lächelte die Frau an und schoss ihr in den Kopf. Sie fiel zu Boden, während sie ihre Tochter noch in den Armen hielt. Dziuba war Zeuge des gesamten Geschehens. Der Richter fragte Schuster, ob Wanda Piwowarczyk eine Banditin sei, woraufhin er schwieg.
Schuster wurde für schuldig befunden, an der Deportation von Juden in der weißrussischen Stadt Nawaruhdak und der Ermordung von mindestens 400 Dorfbewohnern in Polen beteiligt gewesen zu sein, am 9. Februar 1973 durch das Bezirksgericht in Karl-Marx-Stadt zum Tode verurteilt und am 31. Mai 1973 in der Strafvollzugsanstalt Leipzig hingerichtet. Seine Leiche wurde eingeäschert und in einem nicht gekennzeichneten Grab beigesetzt. 1994 stellte sein Sohn einen Rehabilitationsantrag für Schuster und erreichte, dass sein Todesurteil posthum in eine lebenslange Haftstrafe umgewandelt wurde.